# تریسی رید
تریسی رید (انگلیسی: Tracy Reid؛ زادهٔ ۱ نوامبر ۱۹۷۶) بازیکن بسکتبال اهل ایالات متحده آمریکا است.
از باشگاه‌هایی که در آن بازی کرده‌است می‌توان به فینکس مرکوری اشاره کرد.